# Ampelopsis
Genre
Classification phylogénétique
Ampelopsis est un genre de plantes grimpantes ligneuses de la famille des Vitaceae. Les petites fleurs de ce genre ont 5 pétales libres (et non soudés au sommet comme les vignes du genre Vitis) et leurs vrilles ont 2 ou 3 branches (et non 4-12 branches comme les vignes-vierges du genre Parthenocissus). Le genre Ampelopsis regroupe environ 25 espèces de plantes originaires de Chine et d’Amérique du Nord.
Le nom Ampelopsis vient du grec ἄμπελος, ampelos, « vigne ».

## Liste de quelques espèces
- Ampelopsis aconitifolia Bunge (Monkshood Vine en anglais)[1]
- Ampelopsis arborea (L.) Koehne (Peppervine pour les anglophones)[2]
- Ampelopsis bodinieri (H.Lev & Vaniot) Rehder [3]
- Ampelopsis brevipedunculata (Maxim.) Trautv., vigne vierge à fruits bleus (Porcelain Berry en anglais), synonyme de A. glandulosa var. brevipedunculata'(NPGS/GRIN) [4]
- Ampelopsis cantoniensis (Hook. & Arn.) K.Koch [5]
- Ampelopsis chaffanjonii (H.Lev & Vaniot) Rehder [6]
- Ampelopsis cordata Michx. (False Grape, Raccoon-grape, Heart-leaf Peppervine ou Heart-leaf Ampelopsis en anglais) [7]
- Ampelopsis delavayana Planch. [8]
- Ampelopsis denudata Planch. [9]
- Ampelopsis glandulosa (Wall.) Momiy. [10]
- Ampelopsis humulifolia Bunge[11]
- Ampelopsis japonica (Thunb.) Makino - Japanese Peppervine[12]
- Ampelopsis leeoides (Maxim.) Planch. [13]
- Ampelopsis megalophylla Diels & Gilg (Spikenard Ampelopsis en anglais) [14]
- Ampelopsis orientalis (Lam.) Planch. [15]
- Ampelopsis quinquefolia
- Ampelopsis vitifolia Planch. [16]

## Écologie
Les espèces d’Ampelopsis sont des plantes hôtes des chenilles de plusieurs espèces de lépidoptères, dont Bucculatrix quinquenotella et Euchloron megaera.